# Palestra
Palestra (starogrško παλαίστρα) je bila rokoborska šola v antični Grčiji. V njej so se odvijale tekme v boksu in rokoborbi, ki niso zahtevale veliko prostora. Delovala je samostojno ali bila del javne ustanove. Lahko je obstajala brez gimnazija, medtem ko gimnazij ni mogel obstajati brez palestre.

## Arhitektura
Arhitektura palestre, čeprav so bile mogoče različice, je imela izrazito standarden tloris. Sestavlja jo pravokotno dvorišče, obdano s stebriščem, s prizidanimi sobami. Ti prostori so bili: kopalnice, garderobe, prostor za igro z žogo, sedenje in druženje, opazovanje ali pouk in shranjevanje olja, prahu ali športne opreme.
Vitruvij  je z besedilom O arhitekturi pomemben vir za to vrsto zgradb in ponuja veliko podrobnosti o tem, kaj sta "palestra, grški slog". Čeprav nekateri njegovi opisi ne ustrezajo arhitekturnim dokazom, saj so zapisi iz okoli 27 pred našim štetjem, njegov opis omogoča vpogled v splošno zasnovo in uporabo te vrste prostora. Kot opisuje, je palestra kvadratne ali pravokotne oblike, s stebriščem ob vseh štirih straneh ustvarja portike. Stebrišče na severni strani palestre ima dvojno globino za zaščito pred vremenskimi vplivi. Velike dvorane (eksedre) so bile zgrajene vzdolž daljših stranic s sedeži za tiste, ki so uživali v intelektualni dejavnosti. Dvojna globina stranic je bila razdeljena na:
- efebej: garderoba (prvotno efebes), tudi apoditerij,
- konisterij: prostor za uporabo prahu, iz grščine κόνις  za "prah",
- koricej: soba za boksarje, iz grščine korikus, velika usnjena boksarska vreča, napolnjena z bodičastim zrnjem, moko in peskom, tudi kot sredstvo moči,
- sfajristerij: prostor za igre z žogo, grško σφαῖρα sfajra – "žoga",
- elaeotezij: soba za masažo z oljem, tudi: ἀλειπτήριον alejpterij, ἄλειμμα alejma – "mazilo".

Poleg tega so bile že v grški palestri različne kopalnice (lutron). V rimskem cesarskem obdobju je bilo palestri pogosto dodano še kopališče.
Dobri primeri te vrste zgradb so v dveh glavnih grških mestih: Olimpija in Delfi, znane pa so tudi v Atenah, Epidavru, Prieni in na Delosu. 
Od Rimljanov dalje je palestra končno postala del večjega termalnega kompleksa. Samo v Pompejih jih je bilo več, npr. Velika Palestra ali Palestra v termah Stabije.
Bog palestre je bil Hermes, ki so ga tudi častili (festival Hermaja). 